# Akinek nem szabad szeretni
Az Akinek nem szabad szeretni (eredeti cím: Private Worlds) 1935-ben bemutatott amerikai filmdráma Gregory La Cava rendezésében, amely Phyllis Bottome regénye alapján készült. Főszerepben Claudette Colbert, Charles Boyer, Joan Bennett és Helen Vinson. Colbert alakítását Oscar-díjra jelölték a legjobb női főszereplő kategóriában.

## Cselekmény
Helyszínünk a Brentwood kórház, ami a szellemi fogyatékosok intézménye. Dr. Everest (Claudette Colbert) és Dr. MacGregor (Joel McCrea) figyelemre méltó haladást érnek el a pácienseikkel. Ennek ellenére főorvosnak mégsem MacGregort, hanem Dr. Monet-t (Charles Boyer) nevezik ki, aki nem tűri a nőket a környezetében. Első intézkedése, hogy szétválassza az Everest-MacGregor párost, és Dr. Everestet alacsonyabb pozícióba osztja be. Ezzel egy időben Dr. Monet húga, Claire (Helen Vinson) flörtölni kezd Dr. MacGregorral.
A főnővér hibájából az egyik páciens, Jerry hisztérikus rohamot kap, amit Dr. Monet erőszakkal próbál csillapítani, de eltöri a csuklóját. Dr. Everest barátságos hangja megnyugtatja Jerryt, majd a nő Dr. Monet szemére hányja, hogy nincs a betegeihez türelme. Dr. Monet elismeri a hibáját és elbocsátja a főnővért. A főnővér távozása előtt felismeri Dr. Monet húgában Claire Campbellt, akit a férje halálával megvádoltak, de szabadon engedtek. A bíróságon Dr. Monet pedig nem volt más, mint a vádirat tanúja. A főnővér úgy érzi, mindenképp el kell hagynia a kórházat, mert túl sokat tud Claire múltjáról, Dr. Everest azonban hajlandó megtartani az osztályán, ha ezentúl jobban ügyel az utasításokra.
Dr. MacGregor feleségét, Sally-t (Joan Bennett), nagyon zavarja, hogy férje annyi figyelmet fordít Dr. Monet húgára, Claire-re. Sally várandós és úgy gondolja, hogy férje nagyon megváltozott. Dr. Everest úgy véli, hogy Dr. MacGregor így akarja büntetni Dr. Monet-t, azonban mikor ezt megosztja egy kollégájával, Dr. Arnolddal, a férfi kijelenti, hogy Dr. Everest szerelmes lett Dr. Monet-ba. Dr. Everest ezt erősen tagadja, és előveszi a plüssnyusziját, amit a volt barátjától kapott, hogy megölelje. Eközben Sally Carrie Flintet, egy fiatal lányt fogad betegeként, akit kiskorában bántalmaztak. Sally átérzi a lány helyzetét, mert őt is bántották, de nem tud Carrie Flinten segíteni.
Éjszaka nagy vihar támad. Sally a férjére várakozik, aki Claire-rel beszélt meg találkozót. Sally azonban lezuhan a lépcsőn, amikor a nevét hallja. Ezalatt Dr. Everest felkeresi Dr. Monet-t, hogy a húgáról beszéljen vele, aki tönkre teszi Dr. MacGregor és Sally házasságát. A beszélgetésből csakhamar vita kerekedik, de a vitát félbeszakítják: Dr. MacGregor felesége hallucinál és Carrie Flintnek hiszi magát. Sally-t meg kell műteni, férje pedig az ágyánál vigyáz rá.
Másnap reggel Dr. Monet megpróbálja húgát, Claire-t észhez téríteni. Dr. MacGregornak pedig fülébe jut, hogy Dr. Everest az intézmény elhagyására készül, és meg akarja győzni az ellenkezőjéről. Dr. Monet elmondja Dr. Everestnek, hogy álomvilágban él, ahol egy nemlétező szeretőt talált ki magának, majd bevallja, hogy szereti a nőt. Dr. Everest kezéből kiesik a plüssnyuszi és átöleli Dr. Monet-t.

## Szereplők
| Színész                  | Szerep             |
| ------------------------ | ------------------ |
| Claudette Colbert        | Dr. Jane Everest   |
| Charles Boyer            | Dr. Charles Monet  |
| Joan Bennett             | Sally MacGregor    |
| Helen Vinson             | Claire Monet       |
| Joel McCrea              | Dr. Alex MacGregor |
| Jean Rouverol            | Carrie Flint       |
| Esther Dale              | főnővér            |
| Guinn "Big Boy" Williams | Jerry              |
| Dora Clement             | Bertha Hirst       |
| Sam Godfrey              | Tom Hirst          |
| Samuel S. Hinds          | Dr. Arnold         |
| Theodore von Eltz        | Dr. Harding        |
| Stanley Andrews          | Dr. Barnes         |

## Jelölések
- Oscar-díj a legjobb női főszereplőnek (jelölés) – (Claudette Colbert)